# Ferpicloz
Ferpicloz is een gemeente en plaats in het Zwitserse kanton Fribourg, en maakt deel uit van het district Saane/Sarine.
Ferpicloz telt 228 inwoners.